# Hola (Kenya)
Hola, også kendt som Galole, er en lille by i den østlige del af Kenya med et indbyggertal på cirka 6.931. Byen ligger ved Tanafloden og er hovedby i distriktet Tana River.